# Transpadanska republika
Transpadanska republika (italijansko Repubblica Transpadana) je bila kratkotrajna francoska sestrska republika, osnovana na ozemlju sedanje Lombardije 15. novembra 1796.
Po vkorakanju francoskih čet pod poveljstvom generala Napoleona Bonaparta v Lombardijo 15. maja 1796 je slednji ustanovil sprva Lombardsko republiko (ozemlje Milana in Mantove), po krajši okupaciji s strani Avstrije in ponovnem zavzetju pa ji je sledila nova Transpadanska republika. 19. avgusta se je do tedaj mestno redarstvo preoblikovalo v narodno gardo. V oktobru se je organizirala še Lombardska legija katere uniforme so vsebovale zeleno, belo in rdečo barvo. Le-te so bile 9. oktobra vključene v zastavo Transpadanske republike. Republika je bila ukinjena 17. julija 1797 z združitvijo s Cispadansko republiko v novonastalo Cisalpinsko republiko.